# Rolling Stone
Rolling Stone este o revistă americană despre muzică, politică și cultura populară publicată la fiecare două săptămâni. Rolling Stone a fost fondată de Jann Wenner (care încă este editor și publicist) și de criticul de muzică Ralph J. Gleason în San Francisco în 1967.

## External links
- Site web oficial
- Glixel.com Arhivat în 31 decembrie 2016, la Wayback Machine.

Format:Music industry
Format:Penske Media Corporation
Format:BandLab Technologies